# Hybomitra melanorhina
Hybomitra melanorhina är en tvåvingeart som först beskrevs av Jacques-Marie-Frangile Bigot 1892.  Hybomitra melanorhina ingår i släktet Hybomitra och familjen bromsar. Inga underarter finns listade i Catalogue of Life.